# Zbigniew Strzałkowski
Zbigniew Adam Strzałkowski, OFM Conv. (3. července 1958, Tarnów – 9. srpna 1991, Pariacoto) byl polský římskokatolický kněz, řeholník řádu menších bratří konventuálů a misionář v Peru, kde byl zastřelen členy teroristického hnutí Světlá stezka. Katolická církev jej uctívá jako blahoslaveného mučedníka.

## Život

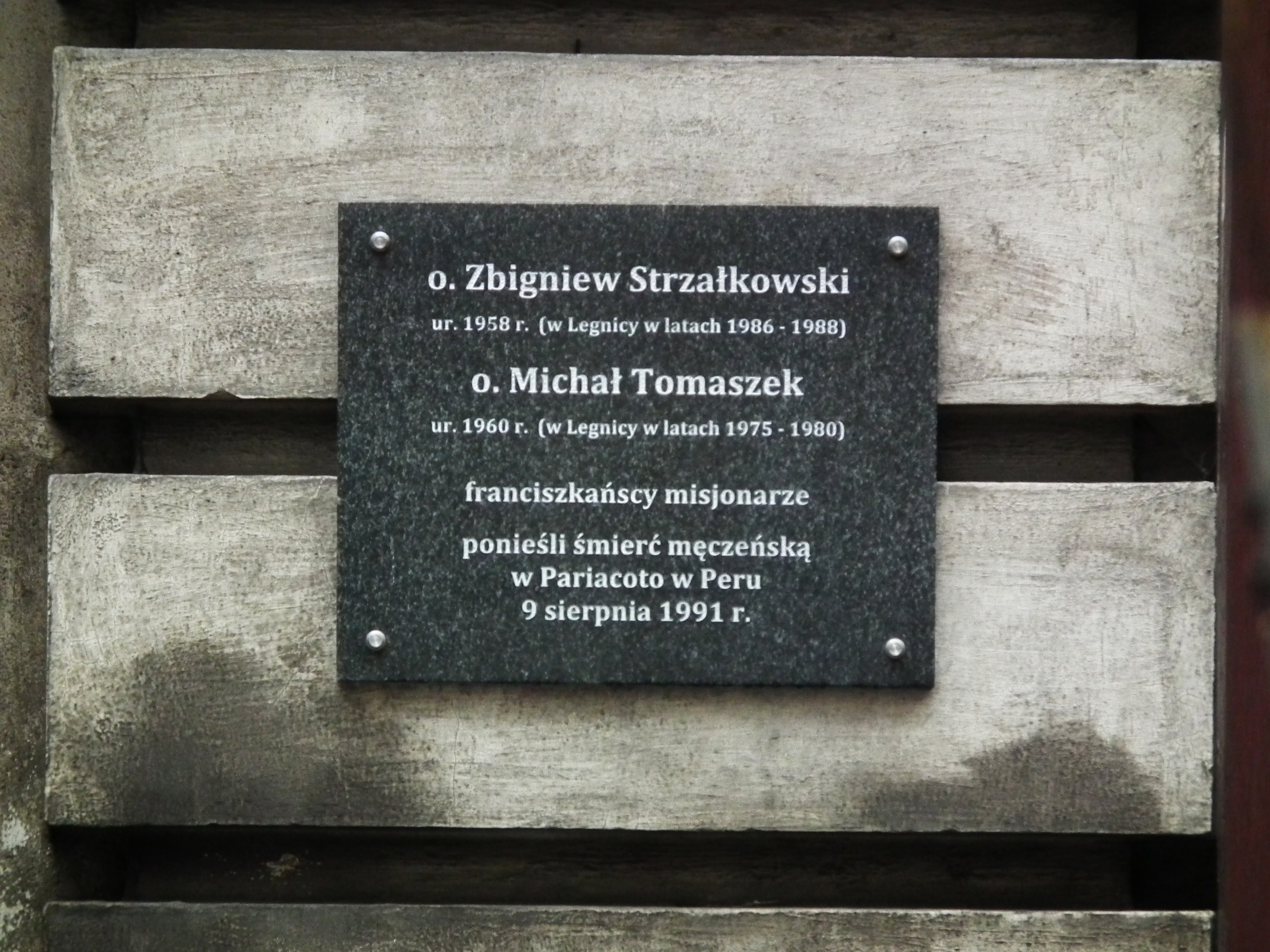
Pamětní deska jeho a jeho společníka na zdi kostela sv. Jana Křtitele v Lehnici

Narodil se dne 3. července 1958 v Tarnówě jako syn Stanisława Strzałkowského a Franciszky Strzałkowski. Měl dva starší bratry. Pokřtěn byl dne 10. července 1958 v bazilice Nanebevzetí Panny Marie v Tarnówě. Dětství prožil ve vesničce Zawada, poblíž Tarnówa, kde měli jeho rodiče malé hospodářství. Otec se dále živil jako sklenář. V letech 1965–1973 navštěvoval základní školu ve svém rodném městě. Své první svaté přijímání přijal dne 28. května 1967 ve farním kostele v Zawadě. Roku 1978 složil závěrečné zkoušky na strojní technické škole v Tarnówě. Nejprve pracoval jako zaměstnanec Zemského ředitelství pro rozvoj městských a venkovských sídlišť Tarnów a poté Státního strojního střediska Tarnowiec.
Dne 1. září 1979 vstoupil do noviciátu řádu menších bratří konventuálů (jedna z větví františkánů), jehož členové se nazývají minorité. Poté začal studovat na františkánském kněžském semináři v Krakově. Dne 2. září 1980 složil své první dočasné řeholní sliby, sliby doživotní přijal dne 8. prosince 1984.
Dne 15. června 1985 jej biskup Albin Małysiak vysvětil na jáhna. Dne 7. června 1986 přijal z rukou kardinála Henryka Gulbinowicze ve františkánském kostele sv. Karla Boromejského ve Vratislavi kněžské svěcení (při tomto obřadu přijal jáhenské svěcení bl. Michał Tomaszek, jeho pozdější společník při mučednické smrti). Svoji primiční mši svatou sloužil dne 22. června 1986 ve svém rodném městě.
V letech 1986–1988, byl vicerektorem menšího semináře v Lehnici. Dne 1. září 1988 zahájil v klášteře ve Vratislavi přípravu na misijní cestu do Peru a 30. listopadu téhož roku odcestoval do Limy a poté do andské vesničky Pariacoto, kde začal vykonávat pastorační činnost.
Dne 9. srpna 1991 byl spolu s knězem a spolubratrem Michałem Tomaszekem zastřelen členy teroristického hnutí Světlá stezka.
Pohřben byl do kostela v Pariacoto. Na místě jejich smrti byl vztyčen kamenný kříž. Roku 1991 udělila jemu a jeho společníkovi peruánská vláda posmrtně nejvyšší peruánské vyznamenání, Řád peruánského slunce. Dne 13. října 2015 byly jeho ostatky exhumovány a uloženy do nové rakve. Roku 2022 obdržel posmrtně Řád za zásluhy Polské republiky. V Polsku je po něm pojmenováno několik ulic.

## Úcta
Beatifikační proces jeho a jeho společníka Michała Tomaszeka započal dne 5. června 1995, čímž obdržel titul služebník Boží. Dne 3. února 2015 podepsal papež František dekret o jejich mučednictví.
Blahořečen pak byl spolu se svým společníkem Michałem Tomaszekem dalším mučedníkem z té doby, italským knězem působícím v Peru Alessandrem Dordim, dne 5. prosince 2015 v peruánském městě Chimbote. Obřadu předsedal jménem papeže Františka kardinál Angelo Amato.
Jeho památka je připomínána 7. června. Je zobrazován v řeholním oděvu.